# Enchantment (album)
Enchantment è il quarto album in studio della cantante soprano britannica Charlotte Church, pubblicato nel 2001.

## Tracce
1. Tonight
2. Carrickfergus
3. Habañera
4. Bali Ha'i
5. Papa, Can You Hear Me?
6. The Flower Duet
7. The Little Horses
8. From My First Moment
9. The Water Is Wide
10. Can't Help Lovin' Dat Man
11. The Laughing Song
12. If I Loved You
13. A Bit of Earth
14. Somewhere
15. The Prayer (con Josh Groban)
16. It's the Heart That Matters Most